# Pleyel

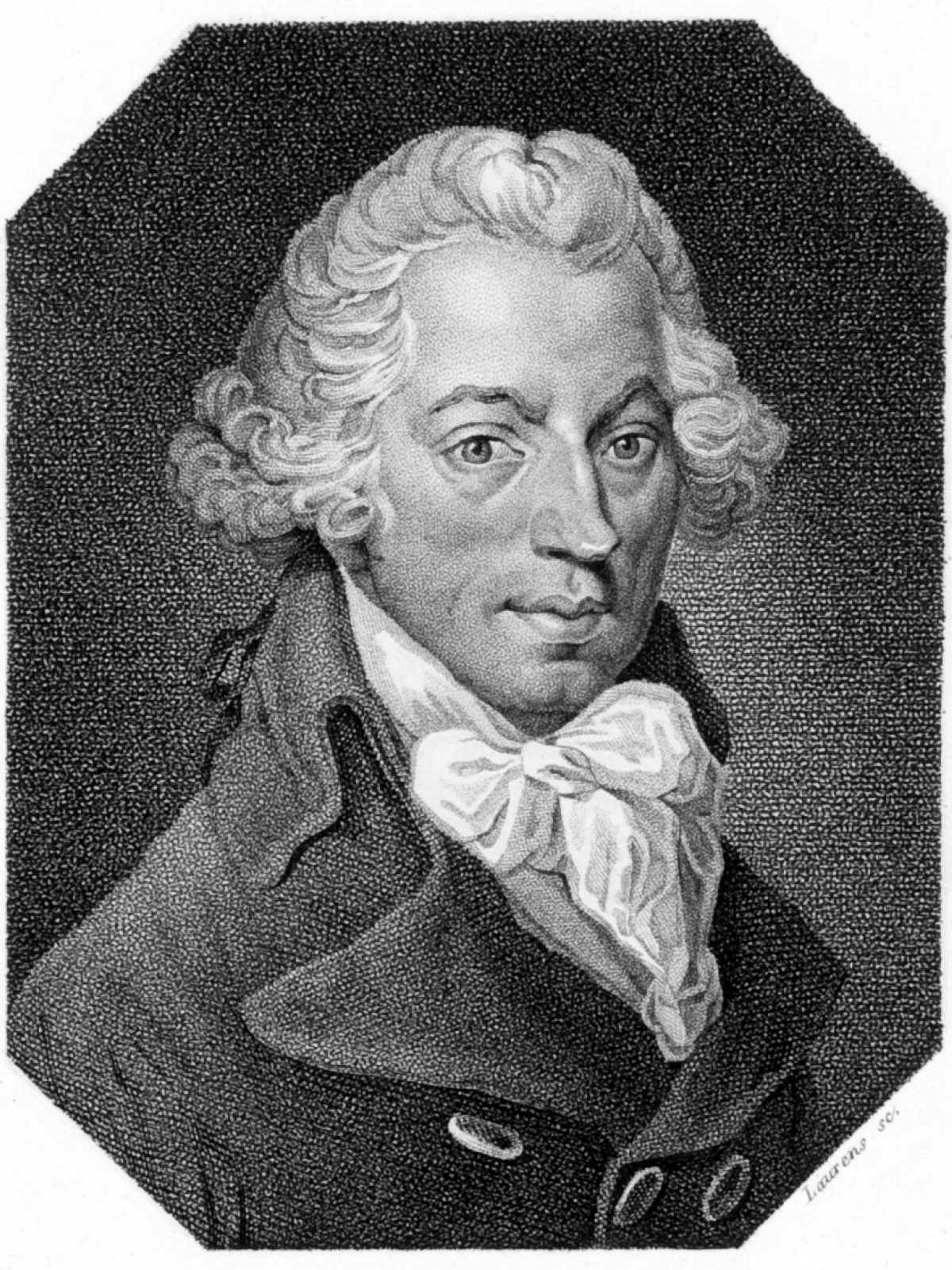
Ignaz Pleyel, stichter van de Pleyel, fabrikant van piano's.

Pleyel is een Franse pianobouwer. Het bedrijf werd in 1807 gesticht door Ignaz Pleyel, zelf een leerling van Joseph Haydn en een gevierd pianist, toen hij vijftig jaar oud was. Ignaz Pleyel was tevens goed bevriend met Frédéric Chopin.
Ignaz Pleyel had als voornemen een piano te creëren die de subtielste nuances kon voortbrengen. Velen waardeerden dan ook de subtiliteiten die dit instrument kon voortbrengen. Zo ook Frédéric Chopin, die eens zei: "Als ik de muziek in mij voel stromen en ik me goed genoeg voel om mijn eigen klank te creëren, dan heb ik een Pleyel nodig."
De Pleyel-vleugels kenmerkten zich in Chopins tijd door het toegepaste mechaniek, dat lichter liep en beter repeteerde dan de Engelse en Duitse vleugels. Het kostte minder kracht op dergelijke vleugels te spelen en passagewerk werd makkelijker.
In 1934 nam Pleyel de firma van Antoine Bord over en in 1961 fuseerde het bedrijf met Érard en Gaveau. In 1971 werd het in zijn geheel opgekocht door Schimmel, die een beperkt aantal Pleyels per jaar maakte. In 1994 echter kocht de pianofabriek Rameau de namen Pleyel en Gaveau, en twee jaar later werd Pleyel weer zelfstandig. Pleyel opende een volledig gemoderniseerde fabriek en een onderzoekscentrum te Alès in Zuid-Frankrijk.
In 2007 vierde Pleyel zijn 200e verjaardag als pianobouwer met concerten, lezingen en speciale evenementen. De terugloop van de verkoop van instrumenten werd het bedrijf niet lang daarna noodlottig; het bedrijf sloot de poorten in 2013.
Onder de directie van Gustave Lyon (1857-1936) produceerde de firma Pleyel ook klavecimbels.